# Prima expediție românească transafricană
Prima expediție româneascǎ transafricanǎ a avut loc între noiembrie 1970 și mai 1971, dacǎ este inclus timpul necesar pentru deplasarea participanților și a mașinilor spre și dinspre Africa.
A avut un caracter științific, urmǎrindu-se atât recoltarea unui material biologic faunistic și floristic african, realizarea unui film documentar despre locurile strǎbǎtute și a unor seturi de diapozitive, cât și un test de verificare a mașinilor de fabricație româneascǎ pe un traseu african destul de dificil.

## Pregǎtirea și transportul mașinilor spre Africa

### Premise
Ideea expediției s-a nǎscut la Cluj-Napoca. Echipa a fost formată din geneticianul Nicolae Coman, asistent universitar la Facultatea de Biologie și Zoologie a Universității Babeș-Bolyai, inginerul Liviu Ungureanu, șeful Laboratorului de cineficare a aceleiași instituții, stomatologul Sever Popa, asistent la Institutul medico-farmaceutic, biologii Dragoș Neculce și Valeriu Cimpoeru, primul cercetǎtor la stațiunea Arcalia a universitǎții clujene, al doilea redactor la Televiziunea Română. Ca să obțină aprobare pentru a ieși din țară, a fost nevoie ca expediția să se deruleze sub “pavilion” oficial, sub egida guvernului. Astfel, pentru “prestanță”, conducerea proiectului i-a fost atribuită academicianului Nicolae Botnariuc, de la Universitatea din București.
Înainte de expediție însă, a fost nevoie de multă insistență și răbdare pentru a obține toate actele și ștampilele necesare. Abia în toamna anului 1970 s-a dat undă verde expediției lor transafricane, pe traseul Senegal, Mali, Volta Superioară, Niger, Nigeria, Camerun, Ciad, Africa Centrală, Zair, Rwanda, Uganda, Kenya.
De la Oceanul Atlantic la cel Indian, aveau de parcurs 18.000 de kilometri cu trei mașini de fabricație românească – un autoturism ARO IMS M461 și două TV-uri. În călătorie au plecat și doi angajați ai uzinei ARO de la Câmpulung Muscel, pentru a studia cum se comportă motoarele pe teren accidentat. Astfel, din echipǎ au fǎcut parte inginerul Ioan Cataranciuc, șeful secției prototipuri și tehnicianul Constantin Ludu.

### Cǎlǎtoria spre Africa
Expediția a plecat din Cluj-Napoca la 10 noiembrie 1970, traversând apoi Iugoslavia pentru a se îmbarca la 16 noiembrie pe nava comercială "Bohinj" în portul Rijeka. După mai multe escale în porturile Adriaticii și ale Mării Tireniene, călătorii au înaintat în Atlantic, debarcând la 10 decembrie la Dakar.

## Traversarea Africii de la Vest la Est

### Senegal
În cele câteva zile petrecute la Dakar, tabăra românilor fiind amplasată în apropierea unui poligon de tragere al soldaților francezi staționați în Senegal, expediția a procurat vizele pentru Niger și Ciad. Biologii au realizat o incursiune subacvatică pe țărmul Atlanticului în vederea recoltării unor plante și animale specifice și o vizită la Saint Louis, vechea capitală a Senegalului. S-au vizitat instituții științifice iar profesorul Botnariuc a acordat un interviu privind scopul expediției românești.
După părăsirea Dakarului, mașinile expediției au intâlnit drumul neasfaltat de laterită, pe care și-au continuat, cu mici excepții, traseul până la final.
In drum spre Mali, traversând savana senegaleză, expediția a trecut prin Kaolack, centru important al producției de arahide, Tambacounda, capitala Senegalului oriental și parcul național Niokolo-Koba, unde au putut fi observate câteva incendii în savana uscată. Granița dintre Senegal și Mali, formată de râul Faleme, nu poate fi traversată datorită lipsei bacului, singura opțiune fiind călătoria cu trenul până la Kayes.